# Центральная библиотека Новочеркасска
Центральная библиотека г. Новочеркасска была открыта 7 января 1870 года и стала первой публичной библиотекой на Дону.

## История
Инициатива создания библиотеки принадлежит донскому казаку, историку Василию Дмитриевичу Сухорукову. В 1821 г. он обратился к атаману Денисову с предложением об открытии в Новочеркасске — столице Области войска Донского — библиотеки. Предложение было принято, но с условием, чтобы любители чтения внесли по 50 рублей каждый на обеспечение библиотеки. Однако собрать достаточное количество средств не удалось, и дело замерло. Вскоре В. Д. Сухоруков переехал в Петербург и об основании библиотеки в Новочеркасске забыли. И только после смерти Сухорукова его родственнику генерал-майору Ф. И. Шумакову удалось организовать работу по открытию в Новочеркасске библиотеки. Был создан Комитет по учреждению Публичной библиотеки. Сохранились протоколы заседаний Комитета. 12 ноября 1869 г. заседание Комитета было посвящено учреждению Устава библиотеки. Публичная библиотека находилась под покровительством г. Войскового Наказного Атамана. В Уставе записано:

«Управление библиотекой поручается комитету, состоящему из 6 членов, 3-х избираемых общим собранием действительных членов библиотеки, двух — по назначению г. Войскового Наказного Атамана и непременного члена комитета — директора Новочеркасской гимназии.»

Библиотека собиралась по крупицам. Вот что по этому поводу писала газета «Донские ведомости» от 2 февраля 1870 г:

«К концу 1869 г. Комитет составил библиотеку в надлежащем виде. В восемь шкафов положено выписанных из С.-Петербурга 737 названий лучших литературных произведений, составляющих до 1300 томов, приобретено 3 русских журнала „Отечественные записки“, „Русский вестник“ и „Современник“ с самого начала их основания (всего около 700 томов).»

Там же сообщается:

«Из отчета видно, что сумма, потребная для создания библиотеки, составилась как различными пожертвованиями, так и приобретениями от трудов руководителей и участников лотереи-аллегри, ба-зара, любительских спектаклей, от Донского торгового общества — 1000 руб. серебром.»

В библиотеке были книги по философии, богословию, истории, естествознанию, искусству и экономике. Открыта была читальня — учреждение весьма полезное для лиц небогатых, но любознательных: воспитанников учебных заведений, канцелярских служителей, приезжих. За вход в читальню положена была плата самая ничтожная, как говорится, не стоящая свечей: 5 копеек с человека. В 1880-е городской общественностью поднимался вопрос об отмене пятикопеечной оплаты, однако это бы вызвало приток посетителей и увеличение вследствие этого расходов на содержание библиотеки, на что её руководство решиться не могло. Однако вместе с тем было принято компромиссное решение: бесплатное чтение по четвергам и воскресеньям было организовано для малоимущего населения. Доступ к книгам был ограничен. Простым казакам выдавались только книги и журналы прошлых лет, новая литература не выдавалась. За задержку, а выдавали книги на 2 недели, брали штраф — 10 копеек за каждый просроченный день.
В 1908 году городской архитектор В. Н. Куликов предложил проект нового здания для библиотеки, поскольку своего собственного здания у неё не было и её руководство было вынуждено арендовать дом Дроновых (ныне не сохранился). Однако начавшаяся Первая мировая война помешала осуществлению этих замыслов.

## В советский период
В 1920 году, после установления в городе советской власти, библиотеке передано здание бывшего Донского Офицерского собрания (построено в 1890 году по проекту архитектора В. И. Зуева), в котором и сейчас находится библиотека. Сразу после отступления белых в городе наступило беззаконие: многие оставленные дома расхищались, объектом мародёрства были в том числе и книги. Новая власть старалась принять меры по охране книг: так, по предписанию Отдела народного образования Новочеркасского исполкома, все реквизированные книги должны были передаваться библиотечной секции. Для читателей библиотека открылась 14 апреля 1920 года.
С 1923 года библиотека начинает восстанавливаться: открывается читальный зал, увеличивается число посетителей. К 1927 году библиотека имеет уже 4 отдела. В 1937 году — к 100-летию со дня гибели А. С. Пушкина библиотеке присвоено имя поэта, который неоднократно посещал город. В этом же году, который был отмечен рядом широкомасштабных репрессий, пострадало и несколько сотрудников библиотеки, которые выдавали читателям «троцкистскую литературу», а всего за несколько лет в библиотеке сменилось восемь ректоров.
В феврале 1943 года началось восстановление библиотеки после оккупации, во время которой библиотечный фон понёс потери: некоторые книги были уничтожены нацистами или были вывезены в Германию. В 1959—1960 годах библиотека перешла на открытый доступ. Число посетителей возросло до 500—700 человек в день. В 1962 году присвоено звание «Библиотека отличной работы». В 1967 и 1971 годах библиотека — участница ВДНХ, награждена дипломом «Участник ВДНХ». В 1975, 1979 годах в рамках централизации массовых библиотек библиотека им. А. С. Пушкина возглавила Новочеркасскую Централизованную библиотечную систему.
В 1985—1995 годах выполнена реставрация здания ЦГБ им. А. С. Пушкина, памятника архитектуры федерального значения.

## Современный период
В 1993 г. — изменена структура библиотеки: открыты новые отделы — краеведения, дореволюционной литературы, залы каталогов и периодики. Начата компьютеризация библиотечных процессов. Уделено внимание рекламе библиотеки через городские средства массовой информации. Созданы клубы по интересам: краеведческий клуб “Донцы”, объединение краеведов города, литературно-музыкальные гостиные, кружок изучаемого языка.
В 2001 г. — по итогам работы за 2000 год ЦГБ им. А. С. Пушкина признана «Библиотекой года» Ростовской области среди центральных городских библиотек.
В 2001 г. в библиотеке открыты отдел «Русское зарубежье» и Публичный Центр Правовой информации.

## Филиалы
В МУ «Новочеркасская централизованная библиотечная система» 9 филиалов:
- Филиал № 3 (им. М.Горького) открыт в 1953 году, в мае 1983 г. получено новое помещение.
- Филиал № 4 (им. А. П. Чехова) открыт в 1947 г., в мае 1975 г. переведён в новое помещение.
- Филиал № 5 (им. Н. К. Крупской) открыт в 1959 г.
- Филиал № 6 (им. М. А. Шолохова) открыт в 1975 г.
- Филиал № 9 открыт в 1976 г.
- Филиал № 12 (им. З.Космодемьянской) открыт в 1957 г.
- Филиал № 13 открыт в 1970 г.
- Филиал № 14 открыт в 1977 г.

## Здание библиотеки

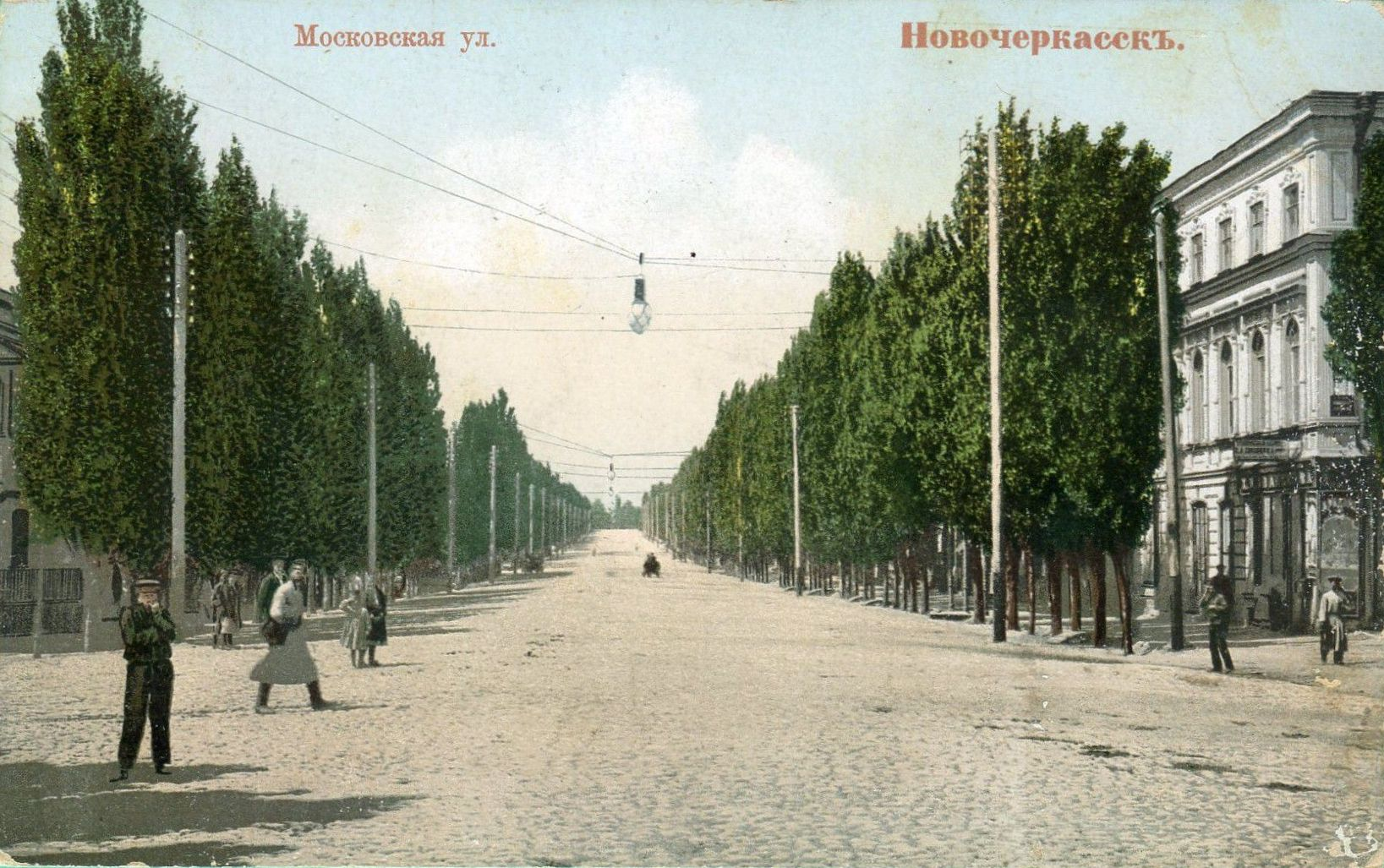
Вид с ул. Московской на здание Офицерского Собрания. Конец XIX в.

Здание, где в настоящее время размещается Центральная библиотека Новочеркасска, было построено в середине XIX века, как доходный дом. Это был трёхэтажный оштукатуренный кирпичный дом с подвалами и четырёхскатной крышей. Здание украшено двумя межэтажными карнизами, венчающим карнизом с зубчиками. Первый этаж рустован. Полуциркульные окна первого этажа имеют замковые камни, второго этажа — с сандриками.
Первоначально здание находилось в собственности войскового старшины Алексея Васильевича Шейкина. В 1878 году, после смерти владельца, здание отошло наследникам Шейкина. В конце XIX века здесь был клуб всех сословий. В здании устраивались концерты гастролирующих артистов. Так, в 1879 году здесь выступали: певица Австрийского двора Маргерит Жозефин Дезире Арто (Marguerite-Joséphine-Désirée Montagney Artôt, 1835—1907), французский баритон Мариано Падилья-и-Рамос (1842—1906) и др.
В конце XIX века дом был продан штаб-ротмистру Н. И. Клунникову. Новый хозяин сделал в здании ремонт, перестройку и сдал в аренду для размещения там Офицерского собрания. Позже здание было продано Войску Донскому. Новые хозяева вновь сделали в здании ремонт и перепланировку.
В ноябре 1914 года в здании в офицерском собрании присутствовал император Николай II. Император беседовал за угощением с донскими офицерами.
Долгое время в здании работала гостиница «Донская». В 1923 году здание передали городской государственной библиотеке.